# Orange (高野苺の漫画)
『orange』（オレンジ）は、高野苺による日本の漫画。『別冊マーガレット』（集英社）2012年4月号から12月号まで連載された後に休載、その後『月刊アクション』（双葉社）に移籍し2014年2月号から2015年10月号まで本編が不定期連載され、番外編が2016年4月号から不定期掲載が開始された。単行本は集英社から全2巻、双葉社から全7巻が刊行されている。世界9か国で翻訳出版もされている。

## 概要
同級生の自殺という「後悔」に苛まれている10年後の自分から届いた手紙をもとに、主人公の高校生たちが自分や未来を変えるために行動していく様を描いたSF青春ラブストーリー。長野県松本市を舞台にしている。話数のカウント単位は「LETTER ○」。
当初は『別冊マーガレット』2012年4月号から連載を開始し、高い評判を得ていたが、高野の体調不良により2012年11月より長期休載に入る。その後双葉社に移籍し『月刊アクション』2014年2月号から連載が再開された。『orange』連載再開に先駆けて、2013年10月25日発売の『月刊アクション』12月号より新連載『Re Collection』の連載がスタート、同年12月25日発売の『月刊アクション』2014年2月号に『別冊マーガレット』にて以前掲載されたが当時は単行本未収録であった第9話を掲載し、2014年2月25日発売の4月号にて新作である第10話を掲載する。以後、不定期連載され、『月刊アクション』2015年10月号にて本編は完結した。単行本は2015年11月12日発売の5巻をもって完結した。
双葉社へ移籍した理由は「前々から双葉社での連載の打診を受けており、一度それを断ってしまうが、それでも『待ちます』と言ってくれた現在の担当編集者に恩返しがしたいと思ったから」である。また、休載したことにより『別冊マーガレット』では連載再開が出来なくなってしまったため、当初は自身の公式ホームページでの連載再開を予定していたが、『月刊アクション』の編集部から声が掛かったため『月刊アクション』にて連載を再開することになったが、連載再開後も高野の体調が万全でないことから不定期連載となった。
連載再開後、2013年12月25日に新たに双葉社から単行本1巻と2巻が同時刊行され、『別冊マーガレット』にて掲載されていた読切作品「春色アストロノート」も収録されている。
2015年4月時点で単行本の累計部数は150万部を突破し、全5巻での発行部数は2016年9月時点で470万部を突破している。「このマンガがすごい!」オトコ編ベスト20にて第15位に、「全国書店員が選んだおすすめコミック2015」にて第5位に、「次にくるマンガ大賞 2015年『これから売れて欲しいマンガ部門』」では第12位に、「全国書店員が選んだおすすめコミック2016」では第6位にそれぞれランクインしている。
2015年4月25日発売の『月刊アクション』6月号にて実写映画化が発表された。
2015年7月18日、小学校高学年から中学生をターゲットにした双葉社の新レーベル・双葉社ジュニア文庫から時海結以によるノベライズが開始され、2016年3月18日までに全3巻が刊行された。
2016年2月にはテレビアニメ化が発表された。アニメ化に際し『月刊アクション』2016年4月号には特別編が掲載され、同年5月号よりスピンオフ『ソリゲリス』の連載が開始された。同年9月にアニメ映画化が発表された。『月刊アクション』2016年12月号から2017年2月号に『Orange -須和弘人-』が、2017年3月号に『Orange -未来-』が掲載され、これらを収録した単行本第6巻が2017年5月31日に発売された。
2021年7月16日より、あずさにスポットを当てた短編が『webアクション』に掲載された。2022年には連載10周年を迎え、それを記念して1月25日発売の『月刊アクション』3月号に須和を描いた特別編を掲載。

## あらすじ
長野県松本市に住む女子高校生・高宮菜穂は2年生になった4月の始業式の日、差出人が自分の名前になっている手紙を受け取る。その手紙には、26歳になった10年後の自分が後悔をしていて、その後悔を16歳の自分には味わってほしくないこと、菜穂に今後起きること、それに対して菜穂にしてほしい行動が書かれていた。菜穂は、初めは誰かのいたずらと思っていたが、手紙に書かれていた通り、成瀬翔が東京から転校してくる。手紙には、5月に成瀬翔を好きになること、翔が17歳の冬に事故で亡くなること、その事故は防ぐことが出来たと書かれていた。10年後の菜穂が手紙を書いた目的が翔を事故から救うことと分かり、16歳の菜穂は「翔がいない未来」を変えるため手紙に書かれているように行動しようと努力する。手紙に書かれていた通り菜穂は翔を好きになるが、手紙を詳細に読むと、翔は事故死ではなく自殺の可能性があることを示唆していた。
そんなある日、菜穂は須和弘人から「手紙、届いた？」と質問をされ、弘人に届いた10年後の26歳の弘人が書いた手紙を見せられる。さらに、村坂あずさ・ 茅野貴子・ 萩田朔にも未来の自分自身から翔を救うための手紙が届いていることを知り、5人は協力して「翔がいない未来」を変えていく。そして手紙に書かれていた翔の自殺の遠因になったと思われる体育祭のリレーが、翔にとっても楽しい思い出に変わり、未来は翔が死なないほうに変わっていくと思われた。大晦日、初詣のため6人は深志神社に集まるが、そこで菜穂は翔の祖母のことで翔と喧嘩をしてしまう。冬休みが明けた1月7日、菜穂は翔と再会するが以前のように接せられず、気まずい関係になる。一方、母親との約束を断ったことが母親の自殺の原因だと思い続け、自身を責め苛んでいた翔は自殺を考えるようになる。2月14日のバレンタインデー、菜穂は翔にチョコを渡し告白し、付き合うことになる。そして、翔の事故が起きた2月15日、事故が起きた場所に5人は集まり事故を防ごうとするが翔は現れない。過去を改変したことで自殺しようとする場所が変わってしまい、5人は翔を探す。翔はトラックに飛び込もうとするが思いとどまった。5人と翔は10年後の自分たちに向けてタイムカプセルを埋め、物語は幕を閉じる。

## 登場人物
声はテレビアニメ、演は実写映画のもの。
高宮 菜穂（たかみや なほ）
声 - 花澤香菜 / 演 - 土屋太鳳
本作の主人公。
10年後の未来の自分が書いたとされる手紙が届く。翔に好意を寄せ、翔を事故から救うため手紙に記されていた通りに行動しようと努力する。やがて、弘人・あずさ・貴子・朔にも10年後の自分から手紙が届いていたことを知る。
10年後の未来では須和と結婚し、一児をもうけている。
成瀬 翔（なるせ かける）
声 - 山下誠一郎、藤田茜（子供時代） / 演 - 山﨑賢人
東京から転校してきた少年。菜穂や須和達ともすぐに打ち解け仲良くなるが、どこか他人を寄せ付けない一面がある。
転校初日に菜穂達と帰ることを優先し、母親との約束を断ったことがきっかけで母親が自殺したことが自身にとっての最大の心残りとなっている。幼少期に両親が離婚しており、離婚後は母親と暮らしていたが、母親の死後は祖母の自宅に身を寄せていた。
17歳の冬に自らトラックの前に飛び出して亡くなる。亡くなる前に残したメモに「事故だったと伝えて欲しい」と記したため、菜穂たちには事故死だと伝えられていた。
須和 弘人（すわ ひろと）
声 - 古川慎 / 演 - 竜星涼
菜穂のクラスメイトの少年。菜穂に想いを寄せている。菜穂と同じく10年後の自分から手紙が届く。転校してきた翔と仲良くなるが、菜穂が翔を好きなことに気付く。明るく推しの強い性格であるが、菜穂への想いとは別に菜穂と翔がより親密になるよう心を砕く心優しい一面がある。サッカー部に所属している。
10年後の未来では菜穂と結婚しており、一児の父親でもある。しかし、10年後の未来の自分から届いた手紙を受け取った弘人は「この世界では菜穂と結婚する未来は選ばない」と選択する。
村坂 あずさ（むらさか あずさ）
声 - 高森奈津美 / 演 - 清水くるみ
菜穂のクラスメイトの少女。通称「アズ」。名前の由来は狩人の『あずさ2号』から。実家はパン屋を営んでいる。
orange 未来で描かれた翔が助かった未来では萩田と付き合っている。
茅野 貴子（ちの たかこ）
声 - 衣川里佳 / 演 - 山崎紘菜
菜穂のクラスメイトの少女。上田を嫌っている。
萩田 朔（はぎた さく）
声 - 興津和幸 / 演 - 桜田通
菜穂のクラスメイトの少年。眼鏡を掛けている。
お笑い好きであり、翔にお笑いのルールを教えていた。あずさといがみ合っている様子をたびたび弘人たちに「夫婦漫才」などとからかわれている。萩田のある行動が翔を自殺の未来から救う一因となる。
10年後の未来では、眼鏡は外している。
上田 莉緒（うえだ りお）
声 - 佐倉綾音 / 演 - 真野恵里菜
菜穂たちの先輩で、高校3年生。学園のマドンナ的存在。
翔に好意を寄せており、サッカー部の練習にも頻繁に現れていた。後に翔に告白し付き合うが、数週間で別れた。菜穂を敵視している。

## 書誌情報

### 集英社版
2012年12月号をもって休載に入ったため、第9話は未収録である。
- 高野苺 『orange』 集英社 〈マーガレットコミックス〉、全2巻
  1. 2012年7月25日発売[30]、『別冊マーガレット』2012年4月号[1] - 7月号、ISBN 978-4-08-846804-4
  2. 2012年11月22日発売[31]、『別冊マーガレット』2012年8月号 - 11月号、ISBN 978-4-08-846861-7

### 双葉社版
集英社版と本編の内容は同じだが『春色アストロノート』が各巻に1話ずつ収録されている。また、カバー、おまけページ、カバー下は描き下ろしで、単行本のサイズもB6判へと拡大されている。
- 高野苺 『orange』 双葉社 〈ACTION COMICS〉、全7巻
  1. 2013年12月25日発売[双 1]、『別冊マーガレット』2012年4月号[1] - 7月号、ISBN 978-4-575-84323-1
    - 春色アストロノート（第1話、『別冊マーガレット』2011年6月号）

  2. 2013年12月25日発売[双 2]、『別冊マーガレット』2012年8月号 - 11月号、ISBN 978-4-575-84324-8
    - 春色アストロノート（第2話、『別冊マーガレットsister』2012年1月号）

  3. 2014年8月22日発売[双 3]、『別冊マーガレット』2012年12月号、『月刊アクション』2014年4月号[32]、6月号 - 7月号、ISBN 978-4-575-84470-2
    - 春色アストロノート（第3話、描き下ろし）

  4. 2015年2月20日発売[双 4]、『月刊アクション』2014年10月号 - 2015年2月号、ISBN 978-4-575-84575-4
    - 春色アストロノート（第4話、描き下ろし）

  5. 2015年11月12日発売[双 5]、『月刊アクション』2015年6月号 - 2015年10月号[3]、ISBN 978-4-575-84709-3
    - 春色アストロノート（最終話、描き下ろし）

  6. 「-未来-」2017年5月31日発売[双 6]、ISBN 978-4-575-84987-5（DVD付き限定版[双 7]、ISBN 978-4-575-84988-2） 
    - orange -未来-[26]（『月刊アクション』2017年3月号）
    - orange -須和弘人-（『月刊アクション』2016年12月号[24] - 2017年2月号[25]）
    - orange‐大切な人‐[27]（描き下ろし）

  7. 「-大切なあなたへ-」2022年4月12日発売[双 8][33]、ISBN 978-4-575-85705-4
    - orange 特別版[4]（『月刊アクション』2016年4月号）
    - orange -芽野貴子-[24][34]（『月刊アクション』2017年7月号）
    - orange -井村あずさ-（『webアクション』2021年7月16日配信分）
    - orange -須和弘人-（『webアクション』2021年11月19日配信分）
    - orange -成瀬翔#1-（『webアクション』2022年1月21日配信分）
    - orange -成瀬翔#2-（『webアクション』2022年2月25日配信分）
    - orange -成瀬翔#3-（『webアクション』2022年4月8日配信分）
    - orange×夢みる太陽（高野苺Instagramにて発表）

### 小説
- 時海結以（著）/ 高野苺（原作・イラスト）、『orange』〈双葉社ジュニア文庫〉、全3巻
  1. 2015年7月18日発売[双 9]、ISBN 978-4-575-23911-9
  2. 2015年11月20日発売[双 10]、ISBN 978-4-575-23930-0
  3. 2016年3月18日発売[双 11]、ISBN 978-4-575-23951-5
- 蒔田陽平（著）/ 高野苺（原作）、『映画ノベライズ orange-オレンジ-』〈双葉文庫〉、全1巻
  1. 2015年11月12日発売[双 12]、ISBN 978-4-575-51839-9

## 映画
2015年12月12日に東宝系にて公開。主演は、NHK連続テレビ小説『まれ』（NHK総合・NHK BSプレミアム）でヒロインを演じた土屋太鳳。同ドラマでヒロインの夫役だった山﨑賢人とは再共演となった。監督は長編映画初監督作品となる橋本光二郎。キャストは7月20日に発表され、クランクインから3か月半で公開にこぎつけた。撮影は全編、作品の舞台である長野県松本市で行われ、クランクインは「まれ」撮影終了後の2015年9月1日、クランクアップは同年10月11日、撮影日数は41日間であった。
原作とは、手紙が届いたのが菜穂と須和の二人だけになっているなどいくつか変更点がある。
公開2週間前となる2015年11月30日に開催された試写イベントでは、土屋と山崎も参加しての「こたつに入って見る試写」が行われ、会場は54卓のオレンジ色のこたつでいっぱいになった。
2016年6月15日にDVDが発売されている。

### スタッフ
- 原作 - 高野苺
- 監督 - 橋本光二郎
- 脚本 - 松居凛子、橋本光二郎
- 音楽 - 大友良英
- 主題歌 - コブクロ「未来」（ワーナーミュージック・ジャパン）[39]
- 製作 - 市川南
- 共同製作 - 戸塚源久、山本浩、岩田天植、吉川英作、髙橋誠、宮本直人
- エグゼクティブ・プロデューサー - 山内章弘
- 企画 - 石黒裕亮
- プロデューサー - 神戸明
- ラインプロデューサー - 阿久根裕行
- プロダクション統括 - 佐藤毅
- 撮影 - 鍋島淳裕
- 照明 - かげつよし
- 録音 - 久野貴司
- 美術 - 古積弘二
- 装飾 - 鈴村高正
- 編集 - 瀧田隆一
- 助監督 - 猪腰弘之
- 製作担当 - 金子堅太郎
- 配給 - 東宝
- 制作プロダクション - 東宝映画
- 製作 - 「orange」製作委員会（東宝、双葉社、博報堂DYメディアパートナーズ、日本出版販売、KDDI、GYAO）

### 撮影地
松本市（城山公園、松本城、あがたの森公園、縄手通り商店街、須々岐水神社、弘法山古墳など市内各地）、飯田工業高校（飯田市）、田川高校（塩尻市）、明科高校（安曇野市）、御射鹿池（茅野市）、入笠牧場（伊那市高遠町）

### 受賞歴
- 第39回日本アカデミー賞[40]
  - 新人俳優賞（土屋太鳳、山﨑賢人[注 2]）
- 第7回ロケーションジャパン大賞
  - 特別賞（行楽部門）

## アニメ
2016年7月より9月までAT-X、TOKYO MX、BS11、朝日放送他にて放送された。全13話。最終回は『TVアニメ「orange」最終回 〜未来へ繋ぐ〜 1時間スペシャル』のタイトルで1時間に拡大されて放送された。

### スタッフ（アニメ）
- 原作 - 高野苺
- 監督 - 浜崎博嗣
- シリーズディレクター - 中山奈緒美
- 助監督 - 山田卓（第2話 - ）
- シリーズ構成 - 柿原優子
- キャラクターデザイン - 結城信輝
- プロップデザイン - 鈴木政彦、合田真さ美
- 美術設定 - 藤瀬智康
- 美術監督 - 市倉敬
- 色彩設計 - 橋本賢
- 撮影監督 - 並木智
- CG監督 - 武田雅由
- 編集 - 笠原義宏
- 音響監督 - 長崎行男
- 音楽 - 堤博明
- 音楽制作 - 東宝
- 音楽プロデューサー - 三上政高
- プロデューサー - 林郁美、吉澤隆
- アニメーションプロデューサー - 諸澤昌男
- アニメーション制作 - テレコム・アニメーションフィルム
- 制作 - トムス・エンタテインメント
- 製作 - orange製作委員会

### 主題歌
オープニングテーマ・映画エンディングテーマ「光の破片」
作詞・作曲・歌 - 高橋優 / 編曲 - 池窪浩一、高橋優
エンディングテーマ・映画主題歌「未来」
作詞 - 小渕健太郎 / 作曲 - 小渕健太郎、黒田俊介 / 編曲・歌 - コブクロ
挿入歌「谷間のゆり子」（第5話）
作詞 - 濱崎博嗣 / 歌・作曲 - 堤博明
挿入歌「poison smile」
作詞 - 大原ゆい子 / 作曲・編曲 - 堤博明 / 歌 - ENA & KOCHO

### 各話リスト
| 話数        | 脚本       | 絵コンテ                     | 演出                    | 作画監督                                                                                     | 総作画監督        |
| ----------- | ---------- | ---------------------------- | ----------------------- | -------------------------------------------------------------------------------------------- | ----------------- |
| LETTER01    | 柿原優子   | 浜崎博嗣                     | おざわかずひろ          | 北尾勝、奥田佳子                                                                             | 結城信輝          |
| LETTER02    | 柿原優子   | 中山奈緒美                   | 栗山貴行                | 赤池ゆうき、徳田夢之介、阿部弘樹 滝川和男、石井ゆみこ、柳瀬譲二 櫻井拓郎、中村真悟、羽野広範 | 北尾勝            |
| LETTER03    | 國澤真理子 | 大原実                       | 山田卓                  | 高須美野子、白井裕美子                                                                       | 北尾勝            |
| LETTER04    | 久尾歩     | 佐野隆史                     | 矢野孝典                | 藤田まり子                                                                                   | 北尾勝 高須美野子 |
| LETTER05    | 柿原優子   | 木村延景                     | 木村延景                | 朴旲烈、高田三郎                                                                             | 北尾勝 高須美野子 |
| LETTER06    | 國澤真理子 | おざわかずひろ               | 山田卓                  | 白井裕美子、谷野美穂、田口麻美                                                               | 北尾勝 高須美野子 |
| LETTER07    | 久尾歩     | 菊池聡延                     | 菊池聡延                | 菊池聡延、古賀誠                                                                             | 北尾勝 高須美野子 |
| LETTER08    | 柿原優子   | 京極尚彦                     | 河原龍太 京極尚彦       | 白井裕美子、谷野美穂、田口麻美 赤尾良太郎、石川慎亮 ふくだのりゆき、Yoo Seung he             | 北尾勝 高須美野子 |
| LETTER09    | 國澤真理子 | 川口敬一郎                   | 殿勝秀樹 テレコム演出部 | 石井ゆみ子、濱中朋子 Kim Jongbeom、Kim Myeongsim                                             | 北尾勝 高須美野子 |
| LETTER10    | 久尾歩     | 佐野隆史                     | 矢野孝典                | 古賀誠、藤田まり子、菊池聡延 代見裕美、岡野力也、粟井重紀 小川玖理周、服部一郎、濱中朋子     | 北尾勝 高須美野子 |
| LETTER11    | 國澤真理子 | 松尾衡                       | 殿勝秀樹                | Kim Myeongsim、高須美野子 田口麻美、濱中朋子、石井ゆみ子                                     | 北尾勝            |
| LETTER12    | 久尾歩     | 松尾衡                       | 富沢信雄 球野貴裕       | 古賀誠、藤田まり子、山田勝                                                                   | -                 |
| LAST LETTER | 柿原優子   | 浜崎博嗣 佐野隆史 中山奈緒美 | 小山田桂子 矢野雄一郎   | 北尾勝、高須美野子、佐竹秀幸 谷野美穂、白井裕美子 結城信輝、合田真さ美                       | -                 |

### 放送局
| 放送期間                | 放送時間                     | 放送局     | 対象地域   | 備考                                       |
| ----------------------- | ---------------------------- | ---------- | ---------- | ------------------------------------------ |
| 2016年7月4日 - 9月26日  | 月曜 0:00 - 0:30（日曜深夜） | TOKYO MX   | 東京都     |                                            |
|                         |                              | AT-X       | 日本全域   | CS放送 / 製作委員会参加 / リピート放送あり |
|                         | 月曜 0:30 - 1:00（日曜深夜） | BS11       | 日本全域   | BS放送 / 『ANIME+』枠                      |
|                         | 月曜 1:05 - 1:35（日曜深夜） | テレビ愛知 | 愛知県     | 製作委員会参加                             |
| 2016年7月7日 - 9月29日  | 木曜 2:14 - 2:44（水曜深夜） | 朝日放送   | 近畿広域圏 | 『水曜アニメ〈水もん〉』第1部              |
| 2016年7月15日 - 10月7日 | 金曜 2:14 - 2:44（木曜深夜） | テレビ信州 | 長野県     | 作品の舞台および作者の在住地               |

| 配信期間                | 配信時間                   | 配信サイト             | 備考                                             |
| ----------------------- | -------------------------- | ---------------------- | ------------------------------------------------ |
| 2016年7月4日 - 9月26日  | 月曜 0:30（日曜深夜） 更新 | Amazonプライム・ビデオ | 初回のみ同年7月3日日曜 0:00（土曜深夜） 更新     |
|                         |                            | Playストア             |                                                  |
|                         |                            | YouTube                |                                                  |
|                         |                            | 楽天ショウタイム       |                                                  |
|                         |                            | ムービーフル Plus      |                                                  |
|                         | 月曜 12:00 更新            | ひかりTV               |                                                  |
|                         |                            | U-NEXT                 |                                                  |
|                         |                            | バンダイチャンネル     | 第1話は常時無料 / 見放題サービス会員は全話見放題 |
| 2016年7月5日 - 9月27日  | 火曜 0:00（月曜深夜） 更新 | HAPPY!動画             |                                                  |
|                         | 火曜 10:00 更新            | VIDEX                  |                                                  |
| 2016年7月6日 - 9月28日  | 水曜 0:00（火曜深夜） 更新 | アクトビラ             |                                                  |
|                         | 水曜 10:00 更新            | DMM.com                |                                                  |
| 2016年7月7日 - 9月29日  | 木曜 0:00（水曜深夜） 更新 | J:COMオンデマンド      |                                                  |
|                         |                            | auビデオパス           |                                                  |
|                         |                            | みるプラス             |                                                  |
|                         |                            | GYAO!ストア            |                                                  |
| 2016年7月10日 - 10月2日 | 日曜 19:00 更新            | TSUTAYA TV             |                                                  |

### BD / DVD
| 巻 | 発売日         | 収録話          | 規格品番   | 規格品番   |
| 巻 | 発売日         | 収録話          | BD         | DVD        |
| -- | -------------- | --------------- | ---------- | ---------- |
| 1  | 2016年9月14日  | 第1話 - 第2話   | TBR-26201D | TDV-26211D |
| 2  | 2016年10月12日 | 第3話 - 第4話   | TBR-26202D | TDV-26212D |
| 3  | 2016年11月16日 | 第5話 - 第6話   | TBR-26203D | TDV-26213D |
| 4  | 2016年12月14日 | 第7話 - 第8話   | TBR-26204D | TDV-26214D |
| 5  | 2017年1月18日  | 第9話 - 第10話  | TBR-26205D | TDV-26215D |
| 6  | 2017年3月1日   | 第11話 - 第12話 | TBR-26206D | TDV-26216D |
| 7  | 2017年3月15日  | 最終話          | TBR-26207D | TDV-26217D |

### ラジオ
『山下誠一郎・古川慎のorangeなふたり』は、2016年7月3日から12月25日まで毎週日曜（土曜深夜）にラジオ大阪で放送、およびインターネットラジオ「Radital」で配信されたラジオ番組。全26回。パーソナリティは山下誠一郎（成瀬翔 役）と古川慎（須和弘人 役）。
| 朝日放送 水曜アニメ〈水もん〉 第1部 | 朝日放送 水曜アニメ〈水もん〉 第1部 | 朝日放送 水曜アニメ〈水もん〉 第1部 |
| 前番組                              | 番組名                              | 次番組                              |
| ----------------------------------- | ----------------------------------- | ----------------------------------- |
| 学戦都市アスタリスク（2ndシーズン） | orange                              | 響け!ユーフォニアム2                |

## 劇場アニメ
2016年11月18日には、TVアニメを須和の視点から再構成し、高野描き下ろしの後日談を加えた『orange -未来-』（オレンジ みらい）が2週間限定で劇場公開された。

### スタッフ（劇場アニメ）
- 原作 - 高野苺[48]
- 総監督 - 浜崎博嗣[48]
- チーフディレクター - 中山奈緒美[48]
- シリーズ構成・脚本 - 柿原優子[48]
- キャラクターデザイン - 結城信輝[48]
- 総作画監督 - 北尾勝、高須美野子[48]
- 美術監督 - 市倉敬[48]
- 色彩設計 - 橋本賢[48]
- 3DCGディレクター - 武田雅由[48]
- 撮影監督 - 並木智[48]
- 編集 - 笠原義宏[48]
- 音響監督 - 長崎行男[48]
- 音響効果 - 今野康之[48]
- 録音 - 森田祐一[48]
- 音楽 - 堤博明[48]
- アニメーション制作 - テレコム・アニメーションフィルム[48]
- 制作 - トムス・エンタテインメント[48]
- 配給 - 東宝映像事業部[48]

## ボイスコミック
2022年7月21日から双葉社公式コミックチャンネルにて毎週木曜日にボイスコミックが配信。全4話。キャストはアニメ版から続投。

## その他
松本市成人式
松本市成人式のパンフレットの表紙用に本作のイラストが描き下ろされた。また、会場では数量限定で本編第1話が収録された小冊子も配布された。
原画展
2016年7月15日から21日にかけて、西武池袋本店書籍館4階三省堂書店池袋本店イベントスペースにおいて「orange原画展 〜高野苺の世界〜」が開催された。また、同年11月3日から20日にかけて、池袋パルコ内パルコミュージアムにおいて『映画公開記念 アニメ「orange」展〜未来のわたしからの手紙〜』が開催された。